# Txità (Tatarstan)
|  | No s'ha de confondre amb Txità. |

Txità - Чита (rus) - és un poble de la República del Tatarstan, a Rússia. El 2010 tenia 484. Pertany al districte (raion) de Pestretsi.